# Daniel Ruzo
Daniel Ruzo (n.1900, Lima, Peru – d.1991) a fost un jurist, poet, esoterist și susținător al unei civilizații care realiza sculpturi monumentale in-situ.
Daniel Ruzo a fost cel mai mare susținător al civilizațiilor din timpurile străvechi pe care le numea civilizații protoistorice. Conform acestei teorii a existat o străveche civilizație, Masma, dar care ar fi dispărut în urma unor cataclisme precum Potopul. În urma căutărilor sale, Ruzo a descoperit mai mulți megaliți în Peru, pe platoul Marcahuasi, pe care l-a studiat timp de nouă ani.
În decembrie 1967 Ruzo a ajuns pentru prima dată în România, la invitația lui Dimitrie-Doru Todericiu, gazdă fiindu-i Ana Aslan. Revine în vara anului 1968, când întreprinde excursii de documentare în Bucegi, Ciucaș și în zona Tismana. El a afirmat că sculpturile aflate acolo (Sfinxul, Babele), au legătură cu cele din platoul Marcahuasi și ar fi de fapt operele culturii străvechi Masma. El a îndemnat cercetătorii români să cartografieze sculpturile și rețelele de galerii și tuneluri subterane, aflate sub platou.
În urma cercetărilor întreprinse în România, folosind indicațiile și parțial documentația furnizate de Ruzo, a fost realizat scurt-metrajul documentar Mistere în piatră, care a rulat în cinematografe începând cu decembrie 1968 și pe parcursul anului 1969, obținând și câteva premii internaționale.
Meritele cu totul deosebite în cercetările făcute, i-au fost recunoscute de Marea Lojă Masonică din Peru care i-au acordat un loc în Consiliul Suprem, având gradul 33.

## Lucrări
- 1918 - Juego florales
- 1921 - Madrigales: Poems
- 1922 - El atrio de las lámparas (Atriul lampadarelor),
- 1954 - La cultura masma
- 1970 - Los últimos días del apocalipsis: Gurdjieff, Bo-Yin-Ra, Pak Subuh y los tres caminos, M. Schultz
- 1975 - El testamento auténtico de Nostradamus, Plaza & Janés
- 1978 - El valle sagrado de Tepoztlán, Editorial Mundo Hispano
- 1990 - Los "últimos días" del Apocalipsis, Editorial Mundo Hispano de Morelos
- 1980 - Marcahuasi: la historia fantástica de un descubrimiento : los templos de piedra de una humanidad desaparecida, Editorial Mundo Hispano
- 1998 - El Valle Sagrado de Tepoztlán: Los templos atlantes de México, Grijalbo
- 1998 - El Testamento Autentico De Nostradamus [5]

#### Traduceri în limba română
- Cultura Masma: civilizația misterioasă care sculpta munții, traducere Monica Lenos, Editura C.I.D., București, 2019, ISBN 978-606-94516-1-8
- Zilele din urmă ale Apocalipsei: Gurdjieff, Bo-Yin-Ra, Pak Subuh și cele trei drumuri, traducere Mihai Popescu, Editura Nobiscum Deus, București, 2024, ISBN 978-606-95842-0-0